# Sommer-Paralympics 2008/Segeln
Bei den Sommer-Paralympics 2008 in Peking wurden in insgesamt drei Wettbewerben im Segeln Medaillen vergeben. Die Entscheidungen fielen am 13. September 2008 im Internationalen Segelzentrum Qingdao.

## Klassen
Bei den paralympischen Segelwettbewerben wurde nur in Klassen unterschieden, um die Ausgeglichenheit des Teams zu gewähren. So wurden die Athleten nach dem Behinderungsgrad mit bis zu sieben Punkten, wobei sieben Punkte für die wenig behinderten Sportler vergeben wurde, eingestuft. Drei Segler durften nicht die Gesamtpunktzahl von 14 Punkten überschreiten. Im Einer musste eine minimale Behinderung bestehen, ansonsten gab es dort keine weiteren Unterscheidungen.

## Ergebnisse
Es nahmen insgesamt 80 Athleten an den paralympischen Segelwettkämpfen teil. Frauen und Männer starteten gemischt in den drei Fahrten.

### Ein-Mann-Kielboot (2.4mR)
Datum: 13. September 2008, 13:40 Uhr
| Platz | Land                   | Athlet            | Punkte (ges./gew.) 1 |
| ----- | ---------------------- | ----------------- | -------------------- |
| 1     | Kanada                 | Paul Tingley      | 39/21                |
| 2     | Frankreich             | Damien Seguin     | 53/25                |
| 3     | Vereinigte Staaten     | John Ruf          | 47/28                |
| 4     | Deutschland            | Heiko Kröger      | 50/28                |
| 5     | Niederlande            | Thierry Schmitter | 54/32                |
| 6     | Dänemark               | Jens Als Andersen | 57/39                |
| 7     | Vereinigtes Königreich | Helena Lucas      | 63/41                |
| 8     | Norwegen               | Bjørnar Erikstad  | 93/64                |

Die Platzierung entsprach der Punktzahl, die die Segler für ein Rennen bekamen. Die beiden schlechtesten Platzierungen wurden gestrichen, die restlichen addiert, sodass der Endwert entstand.

### Zwei-Mann-Kielboot (Skud18)
Datum: 13. September 2008, 13:30 Uhr
| Platz | Land                   | Athlet                                     | Punkte (ges./gew.) 1 |
| ----- | ---------------------- | ------------------------------------------ | -------------------- |
| 1     | Vereinigte Staaten     | Nick Scandone Maureen McKinnon Tucker      | 26/11                |
| 2     | Australien             | Daniel Fitzgibbon Rachael Cox              | 31/18                |
| 3     | Kanada                 | John Scott McRoberts Stacie Louttit        | 33/21                |
| 4     | Volksrepublik China    | Jia Hailiang Yang Xiujan                   | 51/35                |
| 5     | Vereinigtes Königreich | Niki Birrell Alexandra Rickham             | 53/37                |
| 6     | Malaysia               | Sin Ying Loke Al Mustakim Matrin           | 61/39                |
| 7     | Schweden               | Carl-Gustaf Fresk Birgitta Jacobsson Nilen | 66/45                |
| 8     | Singapur               | Wei Qiang Jovin Tan Kok Liang Desiree Lim  | 68/49                |

Die Platzierung entsprach der Punktzahl, die die Segler für ein Rennen bekamen. Die beiden schlechtesten Platzierungen wurden gestrichen, die restlichen addiert, sodass der Endwert entstand.

### Drei-Mann-Kielboot (Sonar)
Datum: 13. September 2008, 13:30 Uhr
| Platz | Land                   | Athlet                                                        | Punkte (ges./gew.) 1 |
| ----- | ---------------------- | ------------------------------------------------------------- | -------------------- |
| 1     | Deutschland            | Jens Kroker Robert Prem Siegmund Mainka                       | 55/35                |
| 2     | Frankreich             | Bruno Jourdren Herve Larhant Nicolas Vimont-Vicary            | 61/36                |
| 3     | Australien             | Colin Harrison Russell Boaden Graeme Martin                   | 61/36                |
| 4     | Norwegen               | Jostein Stordahl Per Eugen Kristiansen Aleksander Wang-Hansen | 61/37                |
| 5     | Israel                 | Dror Cohen Arnon Efrati Benny Vexler                          | 68/38                |
| 6     | Vereinigtes Königreich | John Robertson Stephen Thomas Hannah Stodel                   | 59/41                |
| 7     | Griechenland           | Vasileios Christoforou Theodoros Alexas Nikolaos Paterakis    | 58/41                |
| 8     | Vereinigte Staaten     | Rick Doerr Tim Angle Bill Donohue                             | 73/47                |

Die Platzierung entsprach der Punktzahl, die die Segler für ein Rennen bekamen. Die beiden schlechtesten Platzierungen wurden gestrichen, die restlichen addiert, sodass der Endwert entstand.

## Medaillenspiegel Segeln
| Medaillenspiegel Segeln | Medaillenspiegel Segeln | Medaillenspiegel Segeln | Medaillenspiegel Segeln | Medaillenspiegel Segeln | Medaillenspiegel Segeln |
| Platz                   | Land                    | G                       | S                       | B                       | Gesamt                  |
| ----------------------- | ----------------------- | ----------------------- | ----------------------- | ----------------------- | ----------------------- |
| 01                      | Kanada                  | 1                       | –                       | 1                       | 2                       |
| 01                      | Vereinigte Staaten      | 1                       | –                       | 1                       | 2                       |
| 03                      | Deutschland             | 1                       | –                       | –                       | 1                       |
| 04                      | Frankreich              | –                       | 2                       | –                       | 2                       |
| 05                      | Australien              | –                       | 1                       | 1                       | 2                       |